# 1906 w literaturze
Wydarzenia literackie w 1906 roku.

## Wydarzenia
- polskie
  - w Warszawie powstało Towarzystwo Literatów i Dziennikarzy Polskich

## Nowe książki
- polskie
  - Wiktor Gomulicki – Wspomnienia niebieskiego mundurka
  - Jan Kasprowicz – O bohaterskim koniu i walącym się domu
  - Włodzimierz Perzyński – To, co nie przemija
- zagraniczne
  - Maksim Gorki – Matka (Мать)
  - Hermann Hesse – Pod kołami (Unterm Rad)
  - Robert Musil – Niepokoje wychowanka Törlessa (Die Verwirrungen des Zöglings Törless)

## Nowe dramaty
- polskie
  - Gabriela Zapolska – Moralność pani Dulskiej
  - Włodzimierz Perzyński
    - Aszantka
    - Szczęście Frania

## Urodzili się
- 3 stycznia – Roman Brandstaetter, polski pisarz, poeta, dramaturg i tłumacz (zm. 1987)
- 6 stycznia
  - Jan Szczawiej, polski poeta (zm. 1983)
  - Benedict Wallet Vilakazi, południowoafrykański poeta, pisarz i nauczyciel akademicki (zm. 1947)
- 9 stycznia – Karl Bruckner, austriacki pisarz dla dzieci i młodzieży (zm. 1982)
- 19 stycznia – Robin Hyde, nowozelandzka dziennikarka, prozaiczka i poetka (zm. 1939)
- 22 stycznia – Robert E. Howard, amerykański pisarz fantasy (zm. 1936)
- 6 lutego – Jadwiga Korczakowska, polska pisarka i poetka (zm. 1994)
- 8 lutego – Henry Roth, amerykański powieściopisarz i autor opowiadań (zm. 1995)
- 10 lutego – Roger Frison-Roche, francuski autor reportaży (zm. 1999)
- 15 lutego – Musa Cälil, radziecki poeta tatarskojęzyczny (zm. 1944)
- 28 lutego – Wiesław Wernic, polski pisarz (zm. 1986)
- 4 marca – Meindert DeJong, amerykański autor dla dzieci (zm. 1991)
- 16 marca – Francisco Ayala, hiszpański pisarz, eseista i tłumacz (zm. 2009)
- 13 kwietnia – Samuel Beckett, irlandzki dramaturg (zm. 1989)
- 7 maja – Maryna Zagórska, polska tłumaczka literatury (zm. 1996)
- 12 maja – Marian Jachimowicz, polski poeta i tłumacz (zm. 1999)
- 16 maja – Arturo Uslar Pietri, wenezuelski pisarz, poeta i publicysta (zm. 2001)
- 29 maja – T.H. White, brytyjski pisarz (zm. 1964)
- 23 czerwca – Wolfgang Koeppen, niemiecki pisarz (zm. 1996)
- 26 czerwca — Stefan Andres, niemiecki pisarz realistyczny, dramaturg i poeta katolicki (zm. 1970)
- 27 lipca – Jerzy Giedroyc, polski publicysta, redaktor paryskiej "Kultury" (zm. 2000)
- 28 sierpnia – John Betjeman, angielski poeta, eseista i krytyk literacki (zm. 1984)
- 1 września – Eleanor Hibbert, angielska autorka (zm. 1993)
- 27 września
  - William Empson, angielski poeta oraz krytyk i teoretyk literatury (zm. 1984)
  - Jim Thompson, amerykański pisarz i scenarzysta (zm. 1977)
- 9 października – Léopold Sédar Senghor, senegalski polityk i poeta (zm. 2001)
- 10 października – R.K. Narayan, indyjski pisarz (zm. 2001)
- 16 października – Dino Buzzati, włoski powieściopisarz i nowelista (zm. 1972)
- 24 października – Mark Clifton, amerykański pisarz science-fiction (zm. 1963)
- 29 października – Fredric Brown, amerykański pisarz science fiction (zm. 1972)
- 11 listopada – Lalla Romano, włoska pisarka, poetka i dziennikarka (zm. 2001)
- 12 listopada – George Dillon, amerykański poeta (zm. 1968)
- 16 listopada – Henri Charrière, francuski pisarz (zm. 1973)
- 18 listopada – Klaus Mann, niemiecki pisarz (zm. 1949)
- 23 listopada
  - Sait Faik Abasıyanık, turecki pisarz (zm. 1954)
  - Betti Alver, estońska poetka, prozatorka, tłumaczka (zm. 1989)
- 30 listopada – John Dickson Carr, amerykański autor kryminałów (zm. 1977)
- 7 grudnia – Erika Fuchs, niemiecka tłumaczka (zm. 2005)

Brak dziennej daty:
- Daszdordżijn Nacagdordż, mongolski pisarz i poeta (zm. 1937)

## Zmarli
- 16 stycznia – Johannes Reinelt, niemiecki pisarz i poeta (ur. 1858)
- 9 lutego – Paul Laurence Dunbar, amerykański poeta i prozaik (ur. 1872)
- 20 marca – Adeline Dutton Train Whitney, amerykańska pisarka i poetka (ur. 1824)
- 6 kwietnia – Alexander Kielland, norweski powieściopisarz, nowelista i komediopisarz (ur. 1849)
- 14 kwietnia – Nora Chesson, angielska poetka pochodzenia irlandzkiego (ur. 1871)
- 23 maja – Henryk Ibsen, norweski dramaturg  (ur. 1828)
- 28 lipca  – Elizabeth Porter Gould, amerykańska poetka, eseistka, biografistka i edytorka (ur. 1848)
- 13 sierpnia – Stevan Sremac, serbski pisarz (ur. 1855)

## Nagrody
- Nagroda Nobla – Giosuè Carducci
- Nagroda Goncourtów – Jérôme i Jean Tharaud, Dingley, l'illustre écrivain